# Gymnocalycium netrelianum
Gymnocalycium netrelianum ist eine Pflanzenart in der Gattung Gymnocalycium aus der Familie der Kakteengewächse (Cactaceae). Das Artepitheton netrelianum ehrt einen gewissen Herrn Netrel, über den nichts weiter bekannt ist.

## Beschreibung
Gymnocalycium netrelianum wächst einzeln oder sprosst gelegentlich mit grünen bis leicht glauken, kugelförmigen bis abgeflacht kugelförmigen Trieben mit eingesenktem Scheitel, die einen Durchmesser von 3 bis 8 Zentimetern erreichen. Die etwa 14 breiten Rippen sind gerundet. Die fünf bis acht borstenartigen Randdornen sind braun bis gelb und bis zu 1 Zentimeter lang.
Die hellgelben Blüten weisen Länge von bis zu 5 Zentimeter auf. Die kugelförmigen Früchte sind grün und erreichen einen Durchmesser von 1 bis 1,5 Zentimeter.

## Verbreitung und Systematik
Gymnocalycium netrelianum ist in Uruguay verbreitet. 
Die Erstbeschreibung als Echinocactus netrelianus erfolgte 1853 durch J. Labouret. Nathaniel Lord Britton und Joseph Nelson Rose stellten die Art 1922 in die Gattung Gymnocalycium. Weitere nomenklatorische Synonyme sind Gymnocalycium leeanum var. netrelianum (Monv. ex Labour.) Backeb. (1936) und Gymnocalycium hyptiacanthum subsp. netrelianum (Monv. ex Labour.) Mereg. (2008).

## Nachweise